# کاریل چسمان
کاریل چسمان (به انگلیسی: Caryl Chessman)، (زاده ۲۷ می ۱۹۲۱ - اعدام شده در ۲ می ۱۹۶۰) شخصی بود که به علت سرقت و تجاوز به عنف به اعدام محکوم شد و در زندان با نوشتن چهار کتاب مورد توجه افکار عمومی قرار گرفت و باعث به وجود آمدن جنبشی برای برانداختن مجازات اعدام شد.

## آثار
چسمان در زندان چهار کتاب نوشت: سلول ۲۴۵۵، دهلیز مرگ (۱۹۵۴)، تلاش برای بیگناهی (۱۹۵۵)، سیمای عدالت (۱۹۵۷) و اون بچه یک قاتل بود (۱۹۶۰). او حق انتشار زندگی‌نامه خود (سلول ۲۴۵۵، دهلیز مرگ) را به کلمبیا پیکچرز فروخت که به ساخت فیلمی با همین نام منجر شد. چسمان در آثارش سعی داشت تصویر یک تبهکار بی‌رحم را از خود بزداید و نشان بدهد که اگر خلاف‌های سنگینی را مرتکب شده به دلیل فقر و ناآگاهیش بوده‌است که این هم بیشتر تقصیر جامعه‌ای بوده که او در آن بزرگ شده‌است. بر حسب اتفاق آثارش از فروش خوبی برخوردار شدند. اما کتاب‌هایش هم نتوانستند با وجود اینکه مدت زمان اجرای حکمش را چند سالی به عقب برگرداندند، او را به آغوش جامعه بازگردانند. با وجود فشار و خواهش‌های جامعه بین‌الملل و روسای جمهور و دیگر شخصیت‌های برجسته بین‌المللی، کاریل چسمان سرانجام به اتاق گاز سپرده شد.